# Горње Љупче
Горње Љупче (алб. Lupq i Epërm) је насељено место у општини Подујево, Косово и Метохија, Република Србија.

## Демографија
| Демографија | Демографија | Демографија |
| Година      | Становника  | Становника  |
| ----------- | ----------- | ----------- |
| 1948.       | 504         |             |
| 1953.       | 440         |             |
| 1961.       | 471         |             |
| 1971.       | 507         |             |
| 1981.       | 510         |             |
| 1991.       | 673         |             |